# 坎貝爾站 (阿肯色州)
坎貝爾站（英語：Campbell Station）是一個位於美國阿肯色州傑克遜縣的城市。

## 地理
坎貝爾站的座標為35°39′57″N 91°14′51″W / 35.66583°N 91.24750°W，而該地的平均海拔高度為71米（即233英尺）。

## 人口
根據2020年美國人口普查的數據，坎貝爾站的面積為4.41平方千米，皆為陸地。當地共有人口232人，而人口密度為每平方千米52人。